# Françoise Massines
Françoise Massines, née le 23 août 1959 à Perpignan, est une physicienne et directrice de recherches française spécialiste du plasma à pression atmosphérique. En 2014, elle obtient la médaille d'argent du CNRS pour ses recherches sur le plasma froid homogène.

## Biographie
Françoise Massines fait ses études à l'Institut national des sciences appliquées de Toulouse. Entre 1984 et 1989, elle travaille pour l’Institut des Matériaux Industriels du Conseil national de recherches Canada sur la caractérisation des polymères avec des ultrasons. Elle soutient sa thèse de doctorat en science appliquée sur le même sujet en 1987 sous la direction de Colette Lacabanne à l'Université Toulouse-III-Paul-Sabatier. En 1989, elle entre au CNRS. Elle dirige ses recherches au laboratoire PROMES-CNRS depuis 2007. Ses recherches portent sur des plasmas froids et leur interaction avec des solides comme des cellules photovoltaïques.

## Honneurs et récompenses
- 2014 : Médaille d'argent du CNRS[3]
- 2015 : Chevalier de la légion d'honneur[4].